# Né sous une bonne étoile
Né sous une bonne étoile est le sixième roman d'Aurélie Valognes et un de ses best-sellers en 2020

## Résumé
Gustave Aubert n'est pas né sous une bonne étoile, contrairement à ce que le titre du livre pourrait laisser penser. Il partage son anniversaire avec Fukushima et la mort de Claude François, vit avec un père qui ne l'apprécie pas, une sœur qui le trouve stupide, dans une cité HLM mal famée. Sa mère, qu'il adore, est aide-soignante. Néanmoins, le plus gros problème de Gustave est à l'école : il n'arrive pas à se concentrer, confond les lettres entre elles et apprend très lentement. Ainsi, dès le début de l'histoire, le lecteur comprend que le quotidien du petit garçon qui entre au CP va être un parcours du combattant.
Non seulement il a du mal à apprendre, mais les professeurs abandonnent très vite l'idée de faire de lui un bon élève. La plupart d'entre eux vont jusqu'à dire qu'il est stupide ou fainéant. Un certain nombre d'entre eux agissent même de manière cruelle, comme monsieur Villette, qui pratique l'humiliation publique.
Malgré tous ses efforts, Gustave ne s'améliore pas. La peur de l'école s'installe peu à peu en lui, alors que sa mère (son seul soutien) désespère de plus en plus. La difficulté est d'autant plus grande que Joséphine, la sœur aînée de Gustave, est très douée à l'école. Les distractions augmentent quand Gustave s'aperçoit que son père est infidèle ; avant de divorcer pour partir avec son amante.
Quand Gustave entre au collège, il imagine que les choses iront mieux ; mais les professeurs et l'administration ont pratiquement tous le même comportement à son égard qu'en primaire. À l'exception de Mlle Houche, professeure d'histoire, mais surtout de Mlle Bergamote, la professeure de français et référente du décrochage scolaire. Pour elle, Gustave n'est ni stupide, ni lent, ni fainéant : il a une capacité d'apprentissage différente de ce que le système considère comme normale, en plus d'être découragé. L'amertume du garçon envers les adultes est aussi un frein au bon déroulement de sa scolarité. Elle empêchera le proviseur d'envoyer Gustave en filière professionnelle où il ne sera pas plus heureux. En échange, elle prend en charge l'avenir du garçon.
Alors que Gustave sèche un cours puis vole un livre pour faire partie d'un groupe de garçons dans la même situation que lui, Mlle Bergamote le sort du pétrin à une condition : il doit participer à un cours spécial où l'enseignante racontera la mésaventure à sa mère. Le chantage prend : pour ne pas décevoir et mortifier sa mère, Gustave vient au rendez-vous. Mais sa surprise est grande quand sa professeure lui demande d'animer des cours de soutien et de garder des enfants. Il découvre qu'il y a plus d'un chemin pour apprendre, et que tous les itinéraires sont bons. En révélant ses manières d'apprendre, reposant surtout sur l'ouïe, Gustave parvient à remonter la pente. Il parvient même à devenir délégué de classe ; ce qui n'était jamais arrivé auparavant. Il est parallèlement à cela, harcelé par un garçon populaire de la classe, que Gustave avait devancé aux élections.
Cependant, lors d'un conseil de classe, il tient un discours soulignant les négligences du proviseur ; ce qui lui vaut d'être suspendu. Cela marque la fin de sa scolarité puisque Gustave n'a plus envie d'être à l'école. Joséphine, avec qui Gustave n'avait pas d'excellente relation, décide de ruiner son dossier pour de prestigieuses écoles en quittant sa classe en plein milieu d'un cours pour rouer de coups le harceleur de son frère.
La fin du roman est sur des notes positives : Mlle Houche remplace le proviseur à qui l'inspection d'académie avait demandé de partir. Contre toute attente, Mlle Bergamote s'est mariée, mais est surtout restée dans l'enseignement. Joséphine, à qui avait été diagnostiquée une endométriose auparavant, est devenue la jeune femme dynamique et pleine de succès dont elle avait toujours rêvé. En plus de cela, elle se marie, malgré son amertume envers les hommes depuis que son père a disparu de leur vie. La mère de Joséphine et Gustave, remise de son divorce difficile, est toujours aide-soignante dans la cité HLM, mais est apaisée par les succès de ses enfants. En effet, même sans avoir fini l'école, Gustave est devenu un célèbre artiste de scène.

## Citation
Dans le roman, une phrase revient souvent à des moments importants de l'histoire.

« Je vous aime, tant pis pour vous. »

D'abord prononcée par Mlle Bergamote, elle est ensuite utilisée par Gustave pour signifier son affection et son respect.

## Critiques
Depuis sa sortie, le roman est salué par les internautes pour sa bienveillance comme pour sa tendresse ; sur les sites des librairies en ligne ou encore des sites spécialisés.
Du côté de la presse, le roman se fait plus discret que Mémé dans les Orties et La Cerise sur le Gâteau, notamment du fait du premier confinement contre la pandémie de Covid-19. Ce qui est particulièrement mis en avant est le calendrier de sortie du roman, dans une période de bouleversement social profond. Le roman est ainsi vu comme un pansement, un roman feel-good, malgré la modération d'un optimisme habituellement omniprésent dans les romans d'Aurélie Valognes,.

## Éditions
Le grand format sorti en mars 2020, puis a fait l'objet d'une réédition en octobre 2020 avec une couverture différente, passant du jaune au noir. Cependant, la première présentation en jaune est maintenue pour tous les autres formats : en audiobook et eBook en juin 2020, en roman gros caractères en janvier 2021, puis en poche en avril 2021.
En janvier 2021, le livre est mis à disposition sous une forme adaptée pour les élèves dys ou en échec scolaire sur la plateforme Sondo.